# 趙榛
信王趙榛（1111年—1139年7月16日），宋朝宗室。 
宋朝第八代皇帝宋徽宗赵佶的第十八子，生母刘贵妃，政和元年（1111年）八月出生，十一月賜名趙榛，授建雄軍節度使、檢校太尉，封福國公。政和三年（1113年）正月，正三公官名，改授檢校太保。宣和七年（1125年）二月，改安遠軍節度使，加開府儀同三司，進封平陽郡王。靖康元年（1126年）四月，改慶陽、昭化軍，遷檢校太傅，進封信王。随宋徽宗、宋钦宗被金兵所虏，北行至庆源，逃亡藏匿真定境内。当时马扩与赵邦杰聚兵于五马山砦，迎赵榛奉为主公，两河（河北、河东）宋朝遗民闻风响应。
赵榛派遣马扩到行在秉奏宋高宗：“邦杰与扩，忠义之心，坚若金石，臣自陷贼中，颇知其虚实。贼今稍惰，皆怀归心，且累败于西夏，而契丹亦出攻之。今山西诸砦乡兵约十余万，力与贼抗，但皆苦窘，兼阙戎器。臣多方存恤，惟望朝廷遣兵来援，不然，久之恐反为贼用。臣于陛下，以礼言则君臣，以义言则兄弟，其忧国念亲之心无异。愿委臣总大军，与诸砦乡兵，约日大举，决见成功。”
黄潜善、汪伯彦怀疑这个赵榛是假的，宋高宗认识赵榛的笔迹，遂命他为河外兵马都元帅。黄潜善、汪伯彦还是怀疑，马扩将行，密授朝旨，使几察赵榛，复令马扩听诸路节制。马扩知事不成功，遂留大名府不前。当时有传言赵榛将渡河入京，朝廷下诏择日还京，来对抗这个谋划。金人怕马扩带来援兵，急发兵攻打诸砦，断其水道，诸砦遂陷落。赵榛逃亡，不知所在，有人说后来和太上皇同居五国城。绍兴元年（1131年），邓州有杨其姓，聚众千余人，自称信王。镇抚使翟兴觉察其诈，遣将斩杀。天眷二年（1139年）六月十九日，赵榛殁于五国城。
屈超立《两宋之交信王赵榛行实考——与美国亚利桑那大学陶晋生教授商榷》一文引《靖康稗史》指出，赵榛被俘后从未逃离，始终与父兄等其他皇族囚禁一处，故天会六年（1128年）八月其妻田氏还能生下他的女儿；天会十一年（1133年），徽宗子泝王赵㮙、婿刘彦文诬告宋徽宗与信王谋反，徽宗遣钦宗、信王、女婿蔡鞗、向子扆、内侍王若冲等辩解，最后赵㮙、刘彦文被金人处决，也可证当时信王仍在五国城。《要录》有小注称被俘皇族曾说信王在五国城。而在五马山的赵榛系为人点茶、自称姓梁的燕人赵恭冒称，而宋高宗对所谓“赵榛”也是先确立君臣名分，再限制削弱，遂导致“赵榛”的军队因得不到南宋支持而最终失败。

## 妻
1. 王妃罗大姑（1112年—1127年），靖康之变被俘，天会五年二月二十日自尽于青城寨。
2. 田氏，娶于金國，生五個女兒（分别生于1128年八月、1131年十二月、1132年九月、1133年九月、1135年五月）

## 延伸阅读
[在维基数据编辑]
 《宋史/卷246》，出自脱脱《宋史》